# Dzmitryj Baha
Dzmitryj Anatolewicz Baha (biał. Дзмітрый Анатолевіч Бага; ros. Дмитрий Анатольевич Бага, Dmitrij Anatoljewicz Baga; ur. 4 stycznia 1990 w Mińsku) – białoruski piłkarz, grający na pozycji pomocnika, reprezentant Białorusi.

## Kariera klubowa
Jest wychowankiem BATE Borysów. Zadebiutował w nim w 2008 roku. W 2016 roku przeszedł do Hapoelu Hajfa, a następnie do PAE Atromitos. W 2017 roku, powrócił do BATE Borysów.
| Sezon   | Klub          | Kraj     | Rozgrywki          | Mecze | Bramki |
| ------- | ------------- | -------- | ------------------ | ----- | ------ |
| 2008    | BATE Borysów  | Białoruś | Wyszejszaja liha   | 1     | 0      |
| 2009    | BATE Borysów  | Białoruś | Wyszejszaja liha   | 8     | 1      |
| 2010    | BATE Borysów  | Białoruś | Wyszejszaja liha   | 15    | 2      |
| 2011    | BATE Borysów  | Białoruś | Wyszejszaja liha   | 22    | 2      |
| 2012    | BATE Borysów  | Białoruś | Wyszejszaja liha   | 20    | 5      |
| 2013    | BATE Borysów  | Białoruś | Wyszejszaja liha   | 25    | 5      |
| 2014    | BATE Borysów  | Białoruś | Wyszejszaja liha   | 11    | 0      |
| 2015    | BATE Borysów  | Białoruś | Wyszejszaja liha   | 18    | 3      |
| 2015/16 | Hapoel Hajfa  | Izrael   | Ligat ha’Al        | 14    | 0      |
| 2016/17 | PAE Atromitos | Grecja   | Superleague Ellada | 26    | 0      |
| 2017    | BATE Borysów  | Białoruś | Wyszejszaja liha   | 10    | 0      |
| 2018    | BATE Borysów  | Białoruś | Wyszejszaja liha   | 26    | 3      |
| 2019    | BATE Borysów  | Białoruś | Wyszejszaja liha   | 20    | 1      |
| 2020    | BATE Borysów  | Białoruś | Wyszejszaja liha   | 25    | 2      |
| 2021    | FK Liepāja    | Litwa    | Virslīga           | 12    | 0      |

- Stan na 25 lipca 2021

## Życie prywatne
Ma starszego brata Alaksieja, który również był piłkarzem, a obecnie jest trenerem.